# عملیات تحویل مطمئن
عملیات تحویل تضمین شده - (به انگلیسی: Operation Assured Delivery) پشتیبانی لجستیکی نیروهای مسلح ایالات متحده آمریکا از ارسال کمکهای بشردوستانه در گرجستان پس از جنگ اوستیای جنوبی ۲۰۰۸ بود. در این عملیات تجهیزات پزشکی، سرپناه، مواد غذایی و بهداشت شخصی برای مردم غیرنظامی جورجیا فراهم شد.

## استقرار نیروهای آمریکایی

### نیروی هوایی ایالات متحده
در تاریخ ۲۷ اوت ۲۰۰۸، نیروی هوایی ایالات متحده آمریکا از ۱۳ اوت با به‌کارگیری ۵۵ فروند هواپیما مقدار ۱۹۴۴٬۰۰۰ پوند لوازم را تحویل داد.

### نیروی دریایی ایالات متحده
در تاریخ ۲۷ اوت ۲۰۰۸، ناوشکن نیروی دریایی ایالات متحده آمریکا یواس‌اس مک‌فال (دی‌دی‌جی-۷۴) ۱۵۵٬۰۰۰ پوند از منابع انسانی را به بندر باتومی تحویل داد. علاوه بر این، کشتی فرماندهی USS Mount Whitney در تاریخ ۵ سپتامبر با تجهیزات اضافی وارد بندر اصلی گرجی پوتی شد.

### گارد ساحلی ایالات متحده
در تاریخ ۲۷ اوت ۲۰۰۸، گارد ساحلی ایالات متحده آمریکا یواس‌سی‌جی‌سی دالاس (دبلیواچ‌ئی‌سی-۷۱۶) ۷۶۰۰۰ پوند کمک برای آوارگان تحویل داد.

## واکنش روسیه
رئیس‌جمهور روسیه دیمیتری مدودف کشورها را متهم نمود که از عملیات تحویل تضمین شده به عنوان پوششی برای پشتیبانی از جورجیا استفاده کرده‌اند. طبق گزارش رسانه‌ها، نیروهای متحد آمریکا به جای بندر اصلی گرجستان - پوتی که در آن زمان توسط روس‌ها کنترل می‌شد، در بندر تحت کنترل گرجستان باتومی مستقر شدند.
با این حال، USS Mount Whitney در پوتی لنگر انداخت. مقامات روسی از ورود کشتی نگران بودند و ادعا کردند که اندازه و وزن این کشتی حاکی از آن است که کمکهای بشردوستانه به همراه ندارد، بلکه در عوض اسلحه نظامی قابل توجهی را از آمریکا به ارمغان آورده‌است. این منبع همچنین خاطرنشان کرد: کوه ویتنی یک کشتی فرماندهی و کنترلی بود که گروهی از کشتی‌های ناتو را در دریای سیاه هماهنگ می‌کرد.